# 秋山昌成
秋山 昌成（あきやま まさなり）は、戦国時代から安土桃山時代にかけての武将。甲斐武田氏の家臣。武田勝頼の有力側近。

## 略歴
『甲乱記』に拠れば、父・秋山万可斎は元は尾張国の浪人で小牧新兵衛と名乗っていたが、武田氏に仕えて秋山姓を与えられ、勝頼生母の諏訪御料人の従女を室としたという。
昌成は跡部勝資・長坂光堅と共に勝頼期の有力側近で、確実な初見史料では天正2年（1574年）3月の龍朱印状奉者として名が見られ、天正7年（1579年）に摂津守に改称している。
『甲陽軍鑑』によれば、昌成は天正10年（1582年）3月の織田信長による武田征伐による武田氏滅亡に際して、郡内領主の小山田信茂に同調して勝頼から離反しているが、父の万可斎と共に甲府で処刑されている。なお、子の内記も高遠で処刑されている。
昌成は江戸時代に武田浪人の由緒に関わる偽文書が多く作成された人物の一人で、武田氏滅亡前日の朱印状が残されているが、これは状況的に疑問視されている。